# Aedes hurlbuti
Aedes hurlbuti är en tvåvingeart som beskrevs av Lien 1967. Aedes hurlbuti ingår i släktet Aedes och familjen stickmyggor.
Artens utbredningsområde är Taiwan. Inga underarter finns listade i Catalogue of Life.